# Masirana changlini
Espèce
Synonymes
- Leptoneta changlini Zhu & Tso, 2002

Masirana changlini est une espèce d'araignées aranéomorphes de la famille des Leptonetidae.

## Distribution
Cette espèce est endémique de Taïwan. Elle se rencontre dans le comté de Nantou.

## Description
Le mâle holotype mesure 1,41 mm.

## Systématique et taxinomie
Cette espèce a été décrite sous le protonyme Leptoneta changlini par Zhu et Tso en 2002. Elle est placée dans le genre Masirana par Wang, Li et Zhu en 2020.

## Étymologie
Cette espèce est nommée en l'honneur de Chang-lin Li.

## Publication originale
- Zhu & Tso, 2002 : « Four new species of the genus Leptoneta (Araneae, Leptonetidae) from Taiwan. » The Journal of Arachnology, vol. 30, no 3, p. 563-570 (texte intégral).